# Trojeglava
Trojeglava (česky Trojehlava, srbsky Тројеглава) je vesnice v Chorvatsku v Bjelovarsko-bilogorské župě, spadající pod opčinu Dežanovac. Nachází se asi 12 km jihozápadně od Daruvaru. V roce 2011 zde žilo 254 obyvatel. V roce 1991 bylo 28,88 % obyvatel (119 z tehdejších 412 obyvatel) české národnosti, hlavní národnostní skupinou jsou však Srbové.

## Sousední sídla
| Růžice kompasu | Kaštel Dežanovački | Dežanovac     | Golubinjak    | Růžice kompasu |
| Růžice kompasu | Goveđe Polje       | Sever         | Drlež         | Růžice kompasu |
| Růžice kompasu | Goveđe Polje       | Trojeglava    | Drlež         | Růžice kompasu |
| Růžice kompasu | Goveđe Polje       | Jih           | Drlež         | Růžice kompasu |
| Růžice kompasu | Kapetanovo Polje   | Donja Obrijež | Donji Sređani | Růžice kompasu |